# Accidentally in Love
"Accidentally in Love" é uma canção escrita por Adam Duritz, David Immerglück, Matthew Malley e Dan Vickrey, gravada pela banda Counting Crows, que serviu de banda sonora no filme Shrek 2.

## Paradas
| Ano  | Parada                  | Posição |
| ---- | ----------------------- | ------- |
| 2004 | Hot 100 Brasil          | 90      |
| 2006 | Adult contemporary      | 23      |
| 2006 | Hot Adult Top 40 Tracks | 3       |
| 2006 | Billboard Hot 100       | 39      |
| 2006 | Top 40 Adult Recurrents | 2       |
| 2006 | Mainstream Top 40       | 35      |
| 2006 | Top 40 Tracks           | 25      |